# 2015年2月福特寇恐怖襲擊
2015年2月福特寇恐怖襲擊，是指2015年2月4日一宗發生在喀麥隆城市福特寇、由博科聖地發動的恐怖主義襲擊，造成大量死傷。

## 過程
在襲擊發生前數小時，喀麥隆鄰國乍得派兵打擊博科聖地，在尼日利亞嘉波魯殺死了超過200名博科聖地武裝份子；有些武裝份子逃離嘉波魯，來到距離當地500碼（460）的福特寇。2015年2月4日，他們在福特寇的民居和清真寺殺害平民，並在不少建築物上縱火，有受害者的喉嚨遭到割開。有些武裝份子挨家挨戶地上門殺人，也有武裝份子在街上射殺民眾；他們縱火焚燒最少三所清真寺，屠殺其中一所清真寺包括伊瑪目在內的善信。有平民被博科聖地武裝份子用作人肉盾牌。
由於查證資料方面出現困難，不同資料來源提供的數據互相矛盾，此次襲擊的死難者數量也未有定論。福特寇有消息來源向法新社表示，是次恐怖襲擊造成接近76人死亡，其中6人是軍人，其餘均為平民；當地亦有民间领袖與路透社記者通電話，表示武裝份子共殺害了超過100人。襲擊也造成近500人受傷。
襲擊發生後，乍得的部隊對博科聖地展開攻擊，冀能打擊進行是次襲擊的武裝份子。

## 反應
聯合國安全理事會譴責包括這宗襲擊在內的一些博科聖地恐怖活動。美國國務院以「最强烈而又可行的措辞」，譴責這宗襲擊和博科聖地在尼日爾發動的另一宗襲擊，又批評博科聖地是無限地殘暴和野蠻。阿爾及利亞對博科聖地在福特寇、博索和迪法發動的恐怖襲擊作出大力譴責，又表示與尼日利亞、喀麥隆、尼日爾及乍得的「兄弟人民」和政府團結一致。